# Nicolás Peñalver y López
Nicolás Peñalver y López (fallecido el 26 de enero de 1869) fue un jurista español. 
De joven escribió artículos en la revista Observador Pintoresco, fundada en 1837. Entre 1852 y 1864, fue presidente de la Audiencia Provincial de Barcelona. Durante su mandato cuidó el archivo y el patrimonio artístico de la institución. Con Josep Puiggarí i Llobet elaboró un manuscrito, A SM La Reina Ysabel Segunda al honrar con su augusta presencia el antiguo edificio del tribunal superior de..., que regalaron a la reina Isabel II de España en su visita de 1860 a Barcelona.
En 1866 fue elegido académico de la Real Academia de la Historia para sustituir a Modesto Lafuente y Zamalloa, falleciendo en 1869  